# Juan Clemente Zenea

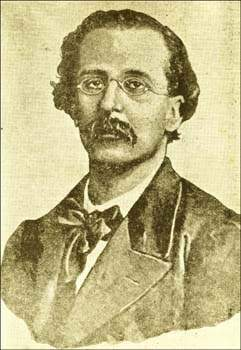
Juan Clemente Zenea.

Juan Clemente Zenea y Fornaris, född den 24 februari 1834 i Bayamo, död 1871 i Havanna, var en kubansk skald. 
Zenea fysiljerades på grund av sin anslutning till insurrektionen under Céspedes. Hans publicerade arbeten är: Cantos de la tarde, Poesias varias, elegin Fidelia, Traducciones, En dias de esclavitud och Diario de un martir, "hvilka utmärkas af ren diktion och lysande stil", skriver Adolf Hillman i Nordisk Familjebok. Hans levnadsteckning skrevs av Enrique Piñeyro.